# Yorii (Saitama)
Yorii (jap. 寄居町, -machi) ist eine Stadt auf der japanischen Hauptinsel Honshū im Landkreis Ōsato in der Präfektur Saitama.

## Geografie
Yorii liegt nördlich von Ogawa und südlich von Fukaya.

## Verkehr
- Straße:
  - Nationalstraße 140,254
- Zug:
  - Hachikō-Linie, nach Takasaki und Hachiōji
  - Tōbu Tōjō-Hauptlinie, nach Ikebukuro
  - Chichibu-Hauptlinie, nach Kumagaya und Chichibu

## Angrenzende Städte und Gemeinden
- Fukaya
- Ogawa
- Ranzan
- Higashichichibu
- Minano
- Nagatoro
- Misato